# Рогоза, Юрий Маркович
Юрий Маркович Рогоза (род. 2 мая 1962, Киев) — советский и украинский писатель, поэт, драматург и сценарист. Писал также слова к различным популярным в СССР и позже в СНГ песням, либретто и мюзиклы.

## Биография
Окончил Киевский институт иностранных языков. В институте участвовал в работе студенческого театра.
В 1981 году написал свои первые произведения. Пишет песни для популярных исполнителей СНГ. Лауреат всесоюзных конкурсов Песня года в 1988-1992 годах. Награжден двумя дипломами украинской "песни года".
Автор мюзиклов:
- «Зойкина квартира»
- «Любовь — книга золотая»
- «Собор Парижской Богоматери»
- «Сотворение мира»

Автор сценариев фильмов:
- «Америкэн бой» (1992)[2]
- «Репортаж»
- "Выкуп" и др.

Автор сценариев сериалов:
- «День рождения Буржуя»
- «Тринадцатый этаж»
- «Любовь.ru»

Автор романов:
- Америкэн бой. Выкуп (1995)
- Високосные города (2000)
- День рождения Буржуя (2000)
- День рождения Буржуя-2 (2001)
- Любовь.ги (2001)
- Дух земли (2003)
- Убить Юлю (2006)
- Невыполненный заказ (2007)
- Убить Юлю-2 (2007)
- Маленькая Лиза (2010)
- Музыка для богатых (2014)
- «Ханна, ведьма»
- «Счастье №1»
- «ONE»
- «Риверданс в высокой траве»

Автор слов песен:
- «Белый вальс» («Афганский вальс»), о результатах афганской войны, лауреат Песни-90[3]
- "Свеча" (музыка А. Злотника)
- "Нам быть! (Гамлет)" (музыка А. Шустя)
- "Приворожи" (музыка А. Шустя)
- "Черный кофе" (музыка А. Злотника)

и других.
Писал слова к песням различных советских исполнителей, таких как Валерий Леонтьев, Николай Караченцов, Игорь Демарин и др. Работал некоторое время на канале 1+1.
Владеет английским и французским языками.
Некоторое время занимался политикой на Украине, поддерживал БЮТ на выборах 2006 и 2007 годов. Позже несколько лет жил в США.

## Награды и премии
Действительный член Евразийской академии кино и телевидения. «Писатель года» (2000), «Лучший игровой проект» — Евразийский телефорум (Москва, 2000), «Писатель года» — фестиваль «Мир книги — 2001» (Харьков, 2001), автор бестселлера года — «Международная книжная ярмарка — 2001», лауреат общенациональной программы «Человек года» (2001, Украина), лауреат Международного академического рейтинга популярности и качества «Золотая Фортуна» (2003).
Кавалер ордена «За трудовые достижения» (апрель 2003 года), Георгиевской медали «Честь, слава, труд» (ноябрь 2004 года), а также обладатель других литературных и кинематографических наград.
Награжден призами «За лучшую песню» на фестивале «Голос Азии», «Червона рута» и др. В числе песен на стихи Рогозы — «Заграница», «Америка-разлучница», «Белый вальс» (лауреат Песни-90).